# Верхньокам'янка
Верхньока́м'янка — село в Україні, у Лисичанській міській громаді Сіверськодонецького району Луганської області. Населення становить 205 осіб.

## Населення
За даними перепису 2001 року населення села становило 205 осіб, з них 84,39 % зазначили рідною українську мову, а 15,61 % — російську.